# A Decade Under the Influence
"A Decade Under the Influence" var den första singeln från Taking Back Sundays andra studioalbum Where You Want To Be. Spår två och tre spelades in med producenten Mike Sapone. 

## Låtlista
1. "A Decade Under the Influence" (Singelversion) - 4:09
2. "Little Devotional" (Mike Sapone Demo) - 2:55
3. "A Decade Under the Influence" (Mike Sapone Demo) (Singelversion) - 4:10